# Josef Honys
Josef Honys (10. listopadu 1919, Jičín, Československo – 24. června 1969, Ústí nad Labem, Československo) byl český básník, výtvarník a představitel českého experimentálního umění 60. let 20. století. Spojoval výtvarné umění s psaným textem, zabýval se experimentální poezií, je autorem vizuálních básní a kaligramů. V oblasti výtvarného umění vytvářel mimo jiné zejména koláže, asambláže a seriáže. Jeho malířská tvorba rozvíjí zejména princip psychologického vnímání rozvoje čáry (často na pozadí starších děl): čára večera, čára sfingy, definice portrétu čarou.

## Život
Studoval na jičínské reálce a již zde publikoval ve studentském časopise své první básně.
Za doby protektorátu byl totálně nasazen na práci v továrně v Nové Pace, kde se seznámil s Ljubou Šturmovou. V roce 1948 se vzali a společně se přestěhovali do Teplic, zde se jim roku 1950 narodila dcera Daniela, později v roce 1963 přibyl syn Vít.
V 50. letech vystudoval Honys obor matematika a výtvarná výchova na Pedagogické fakultě Univerzity Karlovy.
Již od roku 1937 se pokoušel pod vlivem surrealismu o experimenty v poezii uplatňováním vícevýznamových výrazů, slovních novotvarů, znaků a kreseb. Surrealistická orientace výtvarných pokusů se posléze prolnula s experimentální poezií psychologicky podbarvenou stavy podvědomí a snových prožitků. Ve svém díle rozvíjel experimentálně nekonvenční formy, např. text–test. Další rozvoj autora přerušila 2. světová válka. Potom, zejména v 50. letech, byl pronásledován komunistickým režimem, nějaký čas musel dokonce pracovat jako dělník ve stavebním podniku v Dubí u Teplic.
V roce 1969 připravoval k vydání svou první výtvarně-básnickou sbírku, nicméně den po odevzdání díla do redakce zahynul za nikdy neobjasněných okolností pod koly autobusu, k této nešťastné události došlo na autobusovém nádraží v Ústí nad Labem.

## Výtvarná tvorba
Vrcholná výtvarná díla pokročilých 60. let představují variace psychologického vnímání čáry na různých výtvarných podkladech a její průniky (většinou olejomalby na kartonu, v menší míře na plátně či na skle), dále pak série různých koláží, asambláží, seriáží a hypnomů (abstrahovaná zobrazení vývojových okamžiků hypnagogické vize). V roce 1966 debutoval na výstavě Obraz a písmo v Kolíně. Administrativní chybou nebyl uveden v seznamu vystavovatelů, ale jedna z jeho vystavených prací Karnevalová pozvánka byla uvedena v katalogu. Ještě v témže roce uskutečnil svou první velkou výstavu s názvem Hra na čáru. Konala se v pražské Viole koncem roku 1966 a spolu s ním vystavoval Ladislav Novák. Josef Honys zde představil 45 prací s motivem čáry, mezi nimi 10 oboustranných maleb na skle zavěšených do prostoru, přičemž při průhledu vznikal z každé strany jiný obraz. V březnu 1968 vystavoval společně s Emilem Julišem v Divadle hudby v Ústí nad Labem. Dále se účastnil výstavy Nová citlivost v Domě umění v Brně a výstavy Premiere inventaire international de la poésie élementaire v galerii D. Davy v Paříži. Ještě v témže roce vystavoval i v Terstu a v Benátkách na výstavě s názvem Sign in Space. Poslední výstava během jeho života byla Expo internacionál de novissima poesia, která se konala v březnu a dubnu 1969 v Buenos Aires.
Politická situace v Čechách po roce 1969 již neumožnila další výstavy a publikace. Některé práce však byly posmrtně publikovány v zahraničí, proběhlo i několik výstav. Mezi nejvýznamnější patří výstava Liberarse, Liberarte konaná v uruguayském Montevideu (tehdejší Československo na výstavě zastupovala díla Josefa Honyse, Ladislava Nebeského a Jindřicha Procházky).
V Čechách zůstával Josef Honys dlouho téměř zapomenut. Jedinou výjimkou byla výstava Česká vizuální poezie v roce 1975 v Praze, kde byl zastoupen 8 pracemi. Teprve ve 2. polovině 90. let dochází ke zvýšení zájmu o tento druh umění. V roce 1997 proběhla v Praze na Strahovském klášteře výstava „Báseň, obraz, gesto, zvuk (experimentální poesie 60. let)“, kde byl Josef Honys také zastoupen. Některé z jeho vystavených prací jsou uvedeny i v katalogu. V roce 2007 uvedla Galerie Smečky v Praze výstavu Josefa Hampla a Josefa Honyse pod názvem „Setkání šicího stroje s lokomotivou“. Byl vytištěn i samostatný katalog Honysových prací. V roce 2008 uvedla tatáž galerie výstavu „Básnivá koláž“, kde je Josef Honys zastoupen na výstavě i v katalogu. V roce 2014 bylo v rámci výstavy „Vy troubo! pro Jiřího Koláře“ v zámku v Hradci nad Moravicí vystaveno 7 Honysových prací.
V letech 2012–2015 byly nalezeny u syna Víta Honyse zabalené v krabicích další, dosud nepublikované básně a kresby Josefa Honyse.

## Experimentálně nekonvenční formy v díle
- text–test s vynechanými slovními pasážemi
- psychotesty vybuzující slovními deformacemi sémantický náboj
- hypnagogické vize inspirované snovými zážitky
- nekomutativní poezie ve formě znaků
- řetězce slov zapojující vedle znaků jednoduché kresby a nejasné slovní útvary
- seriáže zapojující do práce s obrázky a kresbami matematické vzorce
- variace psychologického vnímání čáry na různých výtvarných podkladech a její průniky (většinou olejomalby na kartonu, v menší míře na plátně či na skle)
- koláže
- asambláže
- hypnomy – abstrahovaná zobrazení vývojových okamžiků hypnagogické vize
- kaligramy
- vizuální básně

## Výstavy
- Československo, Kolín, 1966, Muzeum v Kolíně, Obraz a písmo
- Československo, Praha, 1966, Viola, Hra na čáru (společně s ním tu vystavoval Ladislav Novák)
- Italie, Terst a Benátky 8.–31.7. 1967 (Terst), 1.8.-31.08. 1967 (Benátky) Segni nello spazio (světlo v prostoru)
- Československo, Ústí nad Labem, 1968, Divadlo hudby
- Československo, Brno Dům umění, Praha Mánes, Karlovy Vary Galerie umění, 1968, Nová citlivost. Křižovatka a hosté
- Francie, Paříž, 1968, Galerie Denise Davy, Premier inventaire international de la poesie elementaire
- Belgie, Antverpy, 1969 (podle katalogu i dochovaných fotografií zde byly vystaveny dva jeho kreslené texty)
- Argentina, Buenos Aires, 1969, Expo internacionál de novissima poesia
- Nizozemí, Amsterdam, 1970, Stedelijk museum (v katalogu jsou vyobrazeny dvě jeho práce a uveden je i stručný životopis autora)
- Argentina – La Plata 1970 (V katalogu „De la poesia proceso a la poesia para y/o realizar“ vyšel překlad jeho článku ze Sešitů pro literaturu a diskusi z roku 1969, č. 33 o černém happeningu. Tento překlad potom vyšel i v dalších časopisech v zahraničí, např. v Madridu roku 1970.)
- Uruguay, Montevideo, 1970 (ve sborníku „OVUM 10“ byly otištěny práce „Vision g“ a „Vision hipnagogica“)
- Švýcarsko, Zurich 1970, Text, Buchstabe, Bild (podnázev Züricher Kunstgesellschaft Helmhaus Zürich 1970)
- Skotsko, Edinburg 1973, NEW 57 Gallery, Typewriter art half a century of experiment
- Československo, Praha, 1975, Institut průmyslového designu, Česká visualní poezie
- Nizozemí, Utrecht, 1976 (v malém sborníku „Visuele poezie een historische anthologie [ed. G. J. de Rook]“ je uveden Honysův „Rytířský text“)
- Polsko, Wroclav, 1976, Muzeum Narodowe we Wrocławiu, Czeska i slowacka poezja konkretna
- Polsko, Lodž, 1978, Visual Texts
- Česká republika, Kolín, 1995, Regionální muzeum Kolín, Písmo ve výtvarném umění
- Česká republika, Praha, 1997, Strahovský klášter (Královská kanonie premonstrátů na Strahově), Báseň, obraz, gesto, zvuk; experimentální poezie 60. let
- Česká republika, Praha, 2007, Galerie Smečky, Setkání šicího stroje s lokomotivou
- Česká republika, Praha, 2008, Galerie Smečky, Básnivá koláž
- Česká republika, Hradec nad Moravicí, 2014, zámecká galerie, Vy troubo! pro Jiřího Koláře
- Česká republika, Teplice, 2014, Regionální muzeum Teplice – jízdárna teplického zámku, ČESKÉ MODERNÍ UMĚNÍ 1922–1980
- Spolková republika Německo, Karlsruhe, 5. 2. – 3. 4. 2016, Concerning Concrete Poetry
- Česká republika, Jičín, 10. 3. – 10. 4. 2016, Regionální museum a galerie, samostatná výstava[2]
- Česká republika, Liberec, 9. 3. – 28. 5. 2017, Oblastní galerie Liberec, Písmo v obraze, souborná výstava
- Česká republika, Havlíčkův Brod, 5. 4. -  9. 5. 2019 - Galerie výtvarného umění v Havlíčkově Brodě, Josef Honys 1919 - 1969, samostatná výstava[3]
- Česká republika, Most,13. 12. 2019 - 12. 4. 2020 - Oblastní muzeum a galerie v Mostě, Josef Honys - Malíř a básník, samostatná výstava[4]

## Publikační činnost
V průběhu 60. let publikoval Josef Honys řadu svých prací časopisecky, zejména v Hostu do domu, Dialogu či Sešitech.
V roce 1969 připravoval k vydání svou první výtvarně básnickou sbírku Nesmelián, aneb do experimentálních textů vstup nesmělý, která měla vyjít v nakladatelství Dialog. Následující den po odevzdání textu do redakce zahynul pod koly autobusu. O několik měsíců později bylo nakladatelství zrušeno a kniha už nemohla být vydána. Vyšla až po 42 letech v roce 2011. Původní text byl dědici doplněn a rozšířen o jeho další tvorbu, která mapuje období od 30. let až do jeho smrti.
V roce 1970, Linz, Neue Texte – Experimentelle Poesie aus der Tschechoslowakei, Heimrad Backer.
V roce 1976 otiskl časopis E-magazine (USA) dvě jeho narativní básně pod názvem „Narrative poem“.
Jeho poéma „Věštírna na nebi“ z roku 1941 byla zveřejněna v roce 2007 v internetovém časopise Wagon.
Zastoupení v antologiích a literárních publikacích:
- Experimentální poesie (1967)
- Vrh kostek (1993)
- Antologie české poezie I. díl (2009)
- v literárněvědné knize „Pohledy zblízka – zvuk, význam, obraz“ (2002)
- časopis Pandora 14/2007
- časopis Revolver revue 68/2007.

## Josef Honys jako horolezec
Provedl prvovýstupy v oblasti Prachovských skal:
- roku 1938 Palcát (východní cesta), obtížnost VII(JPK),
- roku 1941 Malý zbrojnoš (jihozápadní cesta), obtížnost V(JPK).